# 大原眞守
大原 真守 （おおはら さねもり、生没年未詳）は、平安時代中期、伯耆国（ほうきのくに）の刀工。

## 概要
『長享銘尽』によると伯州刀工の始祖の大原安綱の子とされる。安綱は個人名が確認できる日本最古の刀工で、天下五剣のうちの一振、国宝「童子切安綱」（東京国立博物館蔵）の刀工である。安綱の子とされる真守作となる刀剣も日本刀として最古級で現存する刀剣は少ない。
平家相伝の宝刀「抜丸」（ぬけまる）は、室町時代に行方知れずとなり、現存していないが、真守作と伝わる刀剣の一つである。「平治物語』には、伯耆国大原に住する真守が嵯峨天皇の勅命により打った刀剣とされており、初めは木枯と呼ばれていたが、ひとりでに抜け出して平忠盛の危急を救ってより抜丸と改名されて平家の守り刀として重宝されたとある。
伊達家相伝の「立割真守」（たてわりさねもり）も、真守の作と伝わる刀剣である。「片倉家譜」によれば、豊臣秀吉による小田原攻めの際に、伊達政宗が家臣の片倉小十郎を訪ね、小田原参陣を決めた際に、政宗が帯びてきた「立割真守」を片倉小十郎に与えたという。
津軽家が所有した「綱丸」も真守の作と伝えられており、「愚耳舊聴記」によると、天正13年（1585年）8月、津軽為信が豊臣秀吉への謁見のために軍船で出港したところ、暴風にあい、難破しそうになるが、沼田面松斎（沼田祐光）の進言で、宝刀を海神に捧げたところ暴風が収まり、自領に戻って碇綱を引き上げると、刀が綱に絡まっていたため「綱丸」と名付けたという。
剣豪の宮本武蔵の愛刀として「無銘金重」「和泉守兼重」等が有名であるが、肥後細川藩の筆頭家老・松井家の二天一流兵法師範である豊田正脩が著した宮本武蔵の伝記「武公伝」によると「大原真守」と「高田貞行」の刀を使用していたと記載されている。